# Deaf Dumb Blind (Summun Bukmun Umyun)
| Recensione                                 | Giudizio |
| ------------------------------------------ | -------- |
| AllMusic                                   | [ 2 ]    |
| Pitchfork                                  | 8.6/10   |
| The Penguin Guide to Jazz Recordings       | [ 4 ]    |
| The Rolling Stone Jazz & Blues Album Guide | [ 5 ]    |
| Uncut                                      | 9/10     |

Deaf Dumb Blind (Summun Bukmun Umyun) è un album discografico del sassofonista jazz Pharoah Sanders pubblicato dalla Impulse! Records nel 1970. Il titolo del disco è bilingue: "Summun Bukmun Umyun" è il termine arabo per tradurre "Deaf Dumb Blind" ("sordo muto cieco").
Il termine صُمٌّ بُكْمٌ عُمْيٌ (ṣummun, bukmun, ʻumyun) proviene dal versetto 18 della sura al-Baqarah del Corano. Secondo le note di copertina, l'album è "basato su verità spirituali e sulla futura illuminazione degli El Kafirun o The Rejectors of Faith (i non credenti)."

## Tracce
1. Summun, Bukmun, Umyun (Sanders) – 21:16
2. Let Us Go Into The House Of The Lord (arr. di Lonnie Liston Smith) – 17:46

## Formazione
- Pharoah Sanders – sax soprano, corno, campane, campanaccio, flauto di Pan, piano, percussioni
- Woody Shaw – tromba, maracas, yodeling, percussioni
- Gary Bartz – sax contralto sax, campane, campanaccio, shakers, percussioni
- Lonnie Liston Smith – piano, campanaccio, piano, percussioni
- Cecil McBee – basso
- Clifford Jarvis – batteria
- Nat Bettis – xilofono, yodeling, percussioni africane
- Anthony Wiles – congas e percussioni africane